# 지방도 제1014호선
지방도 제1014호선(화개 ~ 수곡선)은 경상남도 하동군 화개면 용강삼거리와 진주시 수곡면 수곡삼거리를 잇는 경상남도의 지방도이다. 지방도 제1023호선과 분기하면서 시작되는데, 화개면~ 청암면 구간은 미개통되어 있다. 청암면에서 지방도 제1047호선과 분기하고, 옥종면에서는 국도 제59호선, 지방도 제1005호선과 교차한다. 진주시 수곡면에서 지방도 제1001호선과 만나면서 끝난다.

## 연혁
- 2003년 2월 20일 : 노선 폐지 및 재지정[1][2]
- 2004년 1월 10일 : 하동군 옥종면 위태리 ~ 궁항리 3.229 km 구간 개통[3]
- 2009년 10월 15일 : 지방도 노선 조정[4]

## 주요 경유지
- 하동군
  - 화개면 (1차선 구간 : 용강삼거리 - 쌍계2교 - 쌍계초등학교 - 쌍계사) - (미개통 구간 : 운수리 - 상불재)
  - 청암면 (미개통 구간 : 상불재 - 묵계리) - 삼성궁 - 청학동 - 묵계초등학교 - 묵계저수지 - 묵계리 - (미포장 구간 : 길마재)
  - 옥종면 (미포장 구간 : 길마재) - 궁항리 - 궁항교 - 옥종저수지 - 위태삼거리 - 회신삼거리 - 괴정교 - 단암교 - 월횡리 - 월횡교 - 병천사거리 -

옥종생태다목적복합센터 - 청룡교 - 미산사거리 - 법대리 - 대곡리 - 창촌교
- 진주시
  - 수곡면 창촌교 - 창촌삼거리 - 창촌리 - 대천리 - 사방교 - 진서고등학교, 진서중학교 - 대천교 - 수곡삼거리

## 중복 구간
- 하동군 청암면 삼성궁 ~ 묵계초등학교 : 지방도 제1047호선과 중복
- 하동군 옥종면 위태삼거리 ~ 회신삼거리 : 국도 제59호선과 중복
- 하동군 옥종면 월횡리 ~ 미산사거리 : 지방도 제1005호선과 중복

## 도로명
- 하동군 화개면 용강삼거리 ~ 쌍계사 : 쌍계사길
- 하동군 청암면 삼성궁 ~ 청학동 : 삼성궁길
- 하동군 청암면 청학동 ~ 묵계리 : 청학로
- 하동군 청암면 묵계리 ~ 옥종면 위태삼거리 : 궁항길
- 하동군 옥종면 위태삼거리 ~ 회신삼거리 : 돌고지로
- 하동군 옥종면 회신삼거리 ~ 월횡리 : 호계천로
- 하동군 옥종면 월횡리 ~ 미산사거리 : 옥단로
- 하동군 옥종면 미산사거리 ~ 진주시 수곡면 수곡삼거리 : 옥수로